# Wallace Bryant
Wallace Bryant (Melrose, Massachusetts, 19 de desembre de 1863 - Gloucester, Massachusetts, 2 de maig de 1953) va ser un arquer estatunidenc que va competir durant a finals del segle xix i durant els primers anys del segle xx.
El 1904 va prendre part en els Jocs Olímpics de Saint Louis, on va guanyar la medalla de bronze en la prova de la ronda per equips, com a membre de l'equip Boston Archers del programa de tir amb arc. En la prova de la ronda York fou quart i en la ronda americana cinquè.
Era germà del també arquer George Bryant.